# アオグラ AOGRA
『アオグラ』は2006年10月28日に公開された日本映画。原作は川上健一の『四月になれば彼女は』。シネハウス製作。内田朝陽の主演映画。2006年7月に第15回あおもり映画祭において先行上映された。第6回「光州国際映画祭」（韓国）では、公式招待作品として上映されている。
「アオグラ AOGRA」と表記されることが多いがこれはタイトルロゴに「AOGRA」が含まれていることによる誤記で、正式なタイトルは「アオグラ」である。

## ストーリー
舞台は、1968年3月の青森県・県南地方（十和田・三沢）。
高校を卒業しそれぞれが明日から進学、就職と新たな道に向かって出発する直前の日。更には地元に残る者、札幌や仙台、東京へと旅立つ者たちにとって友人たちと過ごす最後の日。かつて野球部のエースとして活躍したが肩の故障を機に引退し、クサっていた主人公沢木は学校で紹介された地元工務店への就職が決まっていた。しかし、親友伝法寺の駆け落ちの手伝いをしたことで事態は思いも寄らない方向へズレだしていく。
アメリカン・グラフィティ（アメグラ）をモチーフにした24時間の物語。
青森の青二才の心がグラグラと揺れ、グラグラと煮立って予定調和の人生から吹き零れる。
キャッチコピー：青春は青森の春にある

## キャスト
- 沢木 圭太：内田朝陽
- 伝法寺 義春：橋爪遼
- ベラマッチャ(上松) ：坂本真
- 小比類巻：徳山秀典
- 高城 信吾：大口兼悟
- 北川 景治：荒川優
- 二瓶 みどり：阪田瑞穂
- 武田先生：原田龍二
- 坂崎 熊夫：渡辺哲
- 沢木 静江：高橋ひとみ
- 坂崎 洋子：秋山実希
- ユタカ：少路勇介
- オト（乙幡 康男）：雪嶋直樹
- サイ（元弘 才蔵）：関根裕介
- ジョー：kentaro

## スタッフ
- 監督 - 小林要
- 製作総指揮 - 牧義寛
- プロデューサー - 石垣直哉、大野真里
- 脚本 - 足立紳
- 音楽 - 遠藤浩二
- 撮影 - 井上明夫
- 美術 - 大庭勇人、常盤俊春
- 録音 - 土屋和之
- 照明 - 奥村誠
- VE - 前川達彦
- 助監督 - 石川久
- 製作担当 - 村瀬正憲
- 監督助手 - 窪田祐介、岡田昭儀
- 撮影助手 - 蔵原これむつ、高橋正信
- 録音助手 - 松本敦子、西條博介
- 照明助手 - 田部　誠、西村昌幸、緑川雅範、明星知
- 装飾 - 長田征司
- 小道具 - 徳田あゆみ、羽鳥夏樹
- 衣装 - 宮田弘子、岸典子
- メイク - 松山和美
- 殺陣 - 所博昭
- スチール - 山崎永寿
- 製作主任 - 竹島正訓
- 製作進行 - 石川安男
- AP - 加藤孝政